# 卡爾 (科羅拉多州)
卡爾（英語：Carr）是位於美國科羅拉多州韋爾德縣的一個非建制地區。該地的面積和人口皆未知。

## 地理
卡爾的座標為40°53′47″N 104°52′32″W / 40.89639°N 104.87556°W，而該地的平均海拔高度為2741米（即5712英尺）。